# Eduardo Dibós Chappuis
 (janvier 2017).
Si vous disposez d'ouvrages ou d'articles de référence ou si vous connaissez des sites web de qualité traitant du thème abordé ici, merci de compléter l'article en donnant les références utiles à sa vérifiabilité et en les liant à la section « Notes et références ».
Eduardo Dibós Chappuis (né à Lima le 22 juin 1927 et mort le 15 octobre 1973) était un homme politique péruvien, élu maire de Lima de 1970 à sa mort en 1973.